# Гончарова, Наталия Олеговна
Ната́лия Оле́говна Гончаро́ва (в 2012—2016 — Обмоча́ева; род. 1 июня 1989, Сколе, Львовская область) — украинская и российская волейболистка, диагональная нападающая, игрок сборной России, чемпионка мира 2010 года, двукратная чемпионка Европы. Заслуженный мастер спорта России (2010).

## Биография
Наталия Гончарова родилась в городе Сколе Львовской области. Волейболом начала заниматься в Ивано-Франковске, куда переехала вместе с семьёй. Первый тренер — Пётр Погребенник. В чемпионате Украины выступала за команды «Регина» (Ровно) и «Университет» (Ивано-Франковск). Также играла за юниорскую и молодёжную сборные Украины. В 2005 году стала чемпионкой Европы среди юниоров, а в 2006 — бронзовым призёром чемпионата Европы среди молодёжных команд.
С 2008 года выступает за московское «Динамо», в составе которого в 2009, 2016, 2017, 2018, 2019 и 2023 становилась чемпионкой России, а в 2010—2015 шесть раз подряд выигрывала серебряные медали чемпионатов России. Также в составе московской команды шесть раз становилась победительницей розыгрышей Кубка России.
Вместе с Наталией игроком команды «Динамо» (Москва) в ряде сезонов являлась и её сестра Валерия.
17 августа 2012 года Гончарова вышла замуж за волейболиста казанского «Зенита» и сборной России Алексея Обмочаева.
В январе 2016 года супруги развелись, и Наталия вернула девичью фамилию Гончарова.

### Клубная карьера
- 2005—2006 —  «Университет» (Ивано-Франковск);
- 2006—2008 —  «Регина» (Ровно);
- с 2008 —  «Динамо» (Москва).

## Сборная России
В середине 2010 года была утверждена смена Наталией Гончаровой волейбольного гражданства с украинского на российское (в ноябре 2007 на европейском квалификационном турнире Олимпиады-2008 спортсменка последний раз играла в составе сборной Украины). После этого главный тренер сборной России Владимир Кузюткин включил Наталию в состав российской сборной. Дебют в главной команде страны состоялся в июне 2010 года на международном турнире «Монтрё Волей Мастерс».
В июле 2010 года Гончарова в составе сборной России стала победителем Кубка Ельцина, а в ноябре того же года — чемпионкой мира. В дальнейшем в составе сборной принимала участие в крупнейших международных турнирах, неоднократно становясь их победителем и призёром, в том числе чемпионкой Европы в 2013 году.
В октябре 2015 года волейболистка в составе сборной России вновь стала победительницей европейского первенства, а в 2019 — бронзовым призёром Кубка мира.

## Достижения

### Со сборными
- чемпионка мира 2010 года;
  - участница чемпионатов мира 2014 и 2018.
- участница Олимпийских игр 2012, 2016, 2020;
- бронзовый призёр розыгрыша Кубка мира 2019;
  - участница розыгрыша Кубка мира 2015, лучшая диагональная нападающая турнира.
- двукратная чемпионка Европы — 2013, 2015;
  - бронзовый призёр чемпионата Европы 2007;
  - участница чемпионатов Европы 2011, 2017 и 2019.
- серебряный призёр Гран-при-2015;
  - бронзовый призёр Гран-при-2014;
- 4-кратный победитель Кубка Ельцина (2010, 2012, 2013, 2015).
- чемпионка Всемирной Универсиады 2013 в составе студенческой сборной России.
- чемпионка Европы среди девушек 2005 в составе юниорской сборной Украины
- чемпионата Европы среди молодёжных команд 2006 в составе молодёжной сборной Украины.
- чемпионка Всероссийской Спартакиады 2022 в составе сборной Москвы.

### С клубом
- 6-кратная чемпионка России — 2009, 2016, 2017, 2018, 2019,  2023;
  - 7-кратный серебряный призёр чемпионатов России — 2010, 2011, 2012, 2013, 2014, 2015, 2021;
  - бронзовый призёр чемпионата России 2022.
- 6-кратный обладатель Кубка России — 2009, 2011, 2013, 2018, 2022, 2023;
  - 4-кратный серебряный призёр розыгрышей Кубка России — 2012, 2016, 2019, 2020.
  - бронзовый призёр розыгрыша Кубка России 2021.
- 3-кратный обладатель Суперкубка России — 2017, 2018, 2023.
- серебряный призёр Лиги чемпионов 2009.

### Индивидуальные
- лучшая диагональная нападающая Гран-при 2015..
- MVP молодёжного чемпионата Европы 2006.
- MVP «финала четырёх» чемпионата России 2016 и «финала четырёх» розыгрыша Кубка России 2018.

По опросу главных тренеров команд суперлиги четырежды подряд признавалась лучшей волейболисткой чемпионатов России (2014/2015, 2015/2016, 2016/2017 и 2017/2018), становясь обладателем приза имени Людмилы Булдаковой.

## Награды
- Почётная грамота Президента Российской Федерации (19 июля 2013 года) — за высокие спортивные достижения на XXVII Всемирной летней универсиаде 2013 года в городе Казани[11]